# Терёхин, Анатолий Тимофеевич
Терёхин Анатолий Тимофеевич (17 февраля 1942— 11 января 2010) — советский и российский математик, эколог, доктор биологических наук, профессор кафедры общей экологии Биологического факультета МГУ имени М.В.Ломоносова.
Научные интересы связаны с применением многомерного статистического анализа данных и методов математического моделирования в биологических, экологических, психологических и социологических исследованиях.

## Биография
Анатолий Тимофеевич Терёхин родился 17 февраля 1942 г. в городе Намангане, Узбекской ССР, куда в начале 1941 года были направлены на работу из Пензенской области его родители, молодые учительница и ветеринарный врач.
- В 1959 году окончил с отличием Больше-Вьясскую среднюю школу в селе Большой Вьяс, Пензенской области и поступил на механико-математический факультет МГУ имени М.В.Ломоносова.
- В 1964 году окончил кафедру теории вероятностей механико-математического факультета МГУ.
- В 1964 — 1966 годах работал преподавателем математики и физики в Pеспублике Мали.
- С 1966 года по 1975 год работал в Межфакультетской лаборатории статистических методов МГУ, которой руководил А. Н. Колмогоров.
- В 1973 году защитил кандидатскую диссертацию «Кластерный анализ и его применение в социально-экономических исследованиях» (ЦЭМИ).
- С 1975 года по 2010 год Анатолий Тимофеевич Терёхин работал старшим научным сотрудником, доцентом, профессором на Биологическом факультете МГУ, где вёл активную преподавательскую и научную деятельность.
- В 2001 году защитил докторскую диссертацию «Оптимизационное моделирование эволюции жизненного цикла» (МГУ)[2]. В 1999-2000 и 2002-2003 гг. работал в качестве приглашённого исследователя в Центре изучения полиморфизма микроорганизмов (г. Монпелье, Франция).
- С 2001 года  профессор кафедры общей экологии Биологического факультета МГУ (преподавание обще факультетского курса «Информатика и математические методы в биологии»).[3]
- С 2005 года профессор (по совместительству) кафедры системной экологии Экологического факультета Российского университета дружбы народов (преподавание кафедрального курса «Системная экология»).
- С 2005 года заведующий (по совместительству) лабораторией нейросетевых технологий Института когнитивной нейрологии Современной гуманитарной академии.[4]

А. Т. Терёхин был членом Диссертационного совета Биологического факультета, членом многих научных обществ, учёным с мировым именем.
За годы научной и педагогической деятельности А. Т. Терёхиным написано 4 монографии, 7 учебных пособий и около 150 научных работ по применению математических методов в биологических и других областях исследований, как на русском, так и иностранных языках.
"Анатолий Тимофеевич открыл для геронтологии новый  взгляд на старение как изменение в работе физиологического  нейрокомпьютера, управляющего нашей жизнедеятельностью. Предложенная им с соавторами концепция позволяет с единой точки зрения интерпретировать взгляды как западной, так и восточной медицины на долголетие человека"  Анатолий Деев
"Анатолий Тимофеевич любил своё дело, и круг задач, которые он успешно решал, был обширным. Он принадлежал к той особой породе тружеников, на которых держалась и держится российская наука, культура и образование". Сотрудники кафедры общей экологии

## Награды, премии, звания
- За плодотворную научную и педагогическую деятельность был награждён Юбилейным почётным знаком «250-лет МГУ им. М. В. Ломоносова»(2005)
- Награждён Почётной грамотой Министерства образования и науки Российской Федерации
- Терёхину было присвоено звание «соросовского профессора»[7].

## Публикации
- Lyapunov function as a tool for the study of cognitive and regulatory processes in organism[8]
- Allocation of energy between growth and reproduction: The Pontryagin Maximum Principle solution for the case of age- and season-dependent mortality[9]
- Evolutionarily optimal age schedule of repair: Computer modelling of energy partition between current and future survival and reproduction[10]
- Evolution of life cycle: models based on optimization of energy allocation[11]
- Высшая математика и её приложения к биологии Мятлев В. Д., Панченко Л. А., Ризниченко Г. Ю., Терёхин А. Т.
- Terekhin A.T., Budilova E.V., Kachalova L.M., Chmykhova E.V. Locality, integrality and varifocality of thinking[12]
- Теория вероятностей и математическая статистика. Математические модели 2-е изд., испр. и доп. Учебник для академического бакалавриата Авторы: Валерий Дмитриевич Мятлев, Анатолий Тимофеевич Терёхин, Галина Юрьевна Ризниченко, Лариса Андреевна Панченко[13]
- Книга "Математика и реальность: конфронтация строгости и сложности." Статьи. Воспоминания об А. Т. Терёхине. Москва:Солитон, 2012. - 630 страниц, ISBN 978-5-903304-09-7[14]